# Passade-/Dorlatal
Koordinaten: 51° 58′ 7″ N, 8° 57′ 3″ O

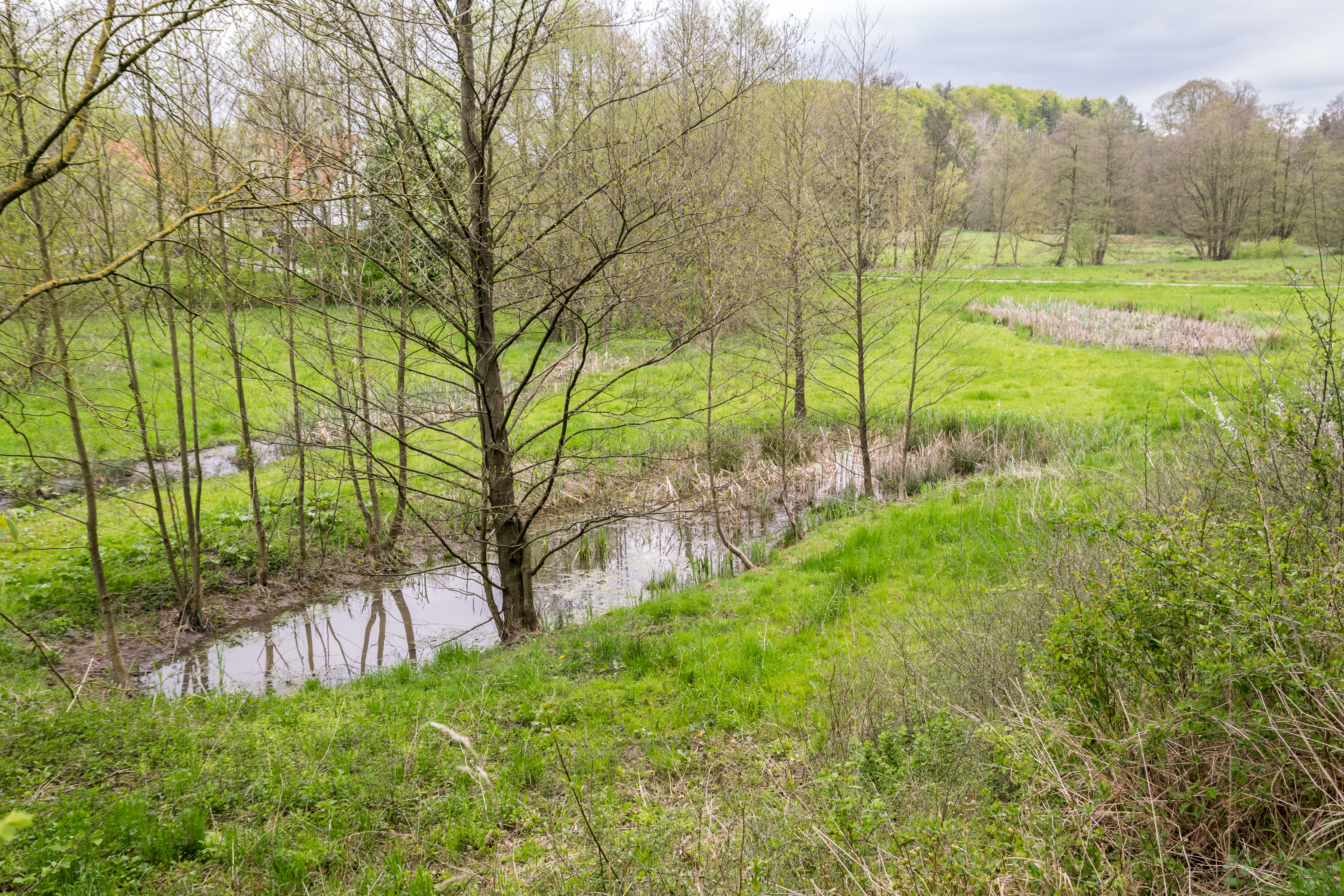
Naturschutzgebiet Passade-/Dorlatal (Mai 2015)

Das Naturschutzgebiet  Passade-/Dorlatal  liegt auf dem Gebiet der Stadt Detmold im Kreis Lippe in Nordrhein-Westfalen.
Das aus vier Teilflächen bestehende Gebiet erstreckt sich nordöstlich und östlich der Kernstadt Detmold zu beiden Seiten der Landesstraße L 758. Durch das Gebiet hindurch fließt die Passade, ein linker Nebenfluss der Bega. Am westlichen Rand verläuft die Kreisstraße K 85, am südlichen Rand die K 78 und östlich die K 89. Das Landschaftsschutzgebiet Bachtäler westlich Biesen und das Landschaftsschutzgebiet Krebsbach grenzen nur durch eine Straße getrennt an das Naturschutzgebiet.

## Bedeutung
Das etwa 94,9 ha große Gebiet mit der Schlüssel-Nummer LIP-088 steht seit dem Jahr 2006 unter Naturschutz. Schutzziele sind Schutz, Erhalt und Entwicklung einer weitgehend naturnahen Bachaue.